# Boops lineatus
Boops lineatus е вид бодлоперка от семейство Sparidae.

## Разпространение и местообитание
Видът е разпространен в Йемен и Оман.
Среща се на дълбочина около 8 m.

## Описание
На дължина достигат до 25 cm.